# Чепелев, Даниил Андреевич
Дании́л Андре́евич Че́пелев (род. 14 января 2008, Туапсе, Краснодарский край, Россия) — российский общественный деятель, активист Движения Первых, лауреат всероссийских и международных конкурсов в области искусства, организатор социальных проектов. Абсолютный победитель всероссийского конкурса «История местного самоуправления моего края» (2023), амбассадор городского развития.

## Биография
Родился 14 января 2008 года в городе Туапсе (Краснодарский край). В 2014 году связал жизнь с посёлком Лорис.
Учился в МАОУ СОШ № 74. Занимал руководящие позиции в органах ученического самоуправления: заместитель президента (9 класс), президент (10 класс), председатель Совета Первых (11 класс). Под его руководством совместно с активом школы было проведено более 250 мероприятий школьного, муниципального и регионального уровня. Первичное отделение стало победителем конкурса первичных отделений Движения Первых, заняв 1-е место в Краснодаре, 3-е в крае и 42-е место в стране, выиграв премию в размере 500 тысяч рублей.
В 2025 году поступил в РАНХиГС, обучается на программе «Внутренняя политика и лидерство» Института государственной службы и управления.

## Общественная деятельность
В 2023 году стал абсолютным победителем всероссийского конкурса «История местного самоуправления моего края» в номинации «Практика участия в ТОС, ТСЖ, МКД, Совете дома» с проектом «Я живу посёлком Лорис». В рамках проекта были организованы субботники, заключены договорённости с организациями и партиями («Движение Первых», РЖД, Единая Россия, КПРФ и др.), проведены работы по благоустройству территории.
По решению оргкомитета конкурса Чепелеву присвоен статус «Амбассадора городского развития».
В 2025 году стал инициатором и организатором проекта «Школа добра», представляющего собой серию уроков школьного волонтёрства в Краснодаре. За первые месяцы реализации проект прошёл в пяти школах города.
В рамках Движения Первых Чепелев занимал должности секретаря местного Совета Первых, куратора медиацентра и дизайнера. В 2024–2025 учебном году признан лучшим председателем Совета Первых первичного отделения, принимал участие в смене «Время Первых» в ВДЦ «Смена».
Является активным организатором мероприятий Дома молодёжи города Краснодара, в том числе творческих фестивалей.

## Музыкальная деятельность
Окончил музыкальную школу с отличием. Лауреат и победитель российских и международных конкурсов по вокалу и инструментальному исполнительству. Среди достижений:
- Гран-при Международного конкурса инструментального исполнительства «Музыкальный рассвет» (2023);
- Гран-при Международного конкурса исполнителей на классической гитаре «Золотая струна» (2023);
- Лауреат II степени XII Российского конкурса «Звёздочки Юга России» (2023)[6];
- Лауреат I степени Международного фестиваля-конкурса гитарного исполнительства «CLASS&ROCK» (2022);
- Лауреат III степени VIII Всероссийского конкурса «Жемчужина Кубани» (2023);
- Лауреат I степени Международного конкурса «Юные таланты» (2020, Москва);
- Победитель и призёр более 20 других всероссийских и международных музыкальных фестивалей и конкурсов[7].

## Награды и стипендии
- Диплом обладателя премии администрации Краснодарского края для одарённых учащихся и студентов образовательных организаций культуры и искусства (2022);
- Диплом обладателя премии профсоюзной организации работников ДМШ, ДШИ и МЭЦ Краснодарского края (2021);
- Стипендия главы муниципального образования город Краснодар для одарённых учащихся организаций дополнительного образования отрасли «Культура» (2019, 2023);
- Благодарственные письма от председателя Совета Первых и «Союза армян России Краснодарского края».

## Образование
- Среднее образование — школа № 74, Краснодар.
- Студент 1 курса Российской академии народного хозяйства и государственной службы при Президенте Российской Федерации, Институт государственной службы и управления, программа «Внутренняя политика и лидерство» (с 2025 года).